# 한국자원봉사협의회
한국자원봉사협의회(韓國自願奉仕協議會)는 전통적으로 전승되고 발전되어 온 한국의 자원봉사를 계승하고 1990년대 중반 현대적 개념으로 재탄생한 자원봉사정신을 정착시키기 위하여 설립된 특수법인이다. 서울특별시 용산구 한강대로 393 (동자동 43-54) 동산빌딩 3층에 위치하고 있다.

## 설립 근거
- 자원봉사활동 기본법 제17조[1]

## 연혁
- 1992년 자원봉사 활성화를 위한 워크숍

- 정무2장관 주관 하에 자원봉사단체·학계·정부 관계자 30여명 참석
- 자원봉사단체협의회 구성에 대한 논의
- 1994년 한국자원봉사단체협의회 창립총회(창립일: 1994. 4. 11.[2])

- 초대 강영훈 회장(전 국무총리), 부회창 6인(이윤구 박사, 주선애 회장, 차윤근 회장, 김옥라 회장, 이종균 회장, 김집 총재), 감사 2인(김용성 회장, 변창남 회장) 선출
- 36개 자원봉사단체가 회원단체로 참여
- 자원봉사지원법 제정
- 세계자원봉사자의 날 행사 등 사업계획 수립
- 1995년 사단법인 설립 허가 (내무부)
- 1997년 제2대 정원식 회장(전 국무총리) 선임
- 2001년 제3대 오재식 회장(전 월드비전 회장) 선임
- 2002년 제17차 IAVE세계자원봉사대회 개최 (서울)
- 2003년 사단법인 한국자원봉사협의회로 명칭 변경. 제4대 서영훈 상임공동대표와 6인의 공동대표 선임
- 2005년 제5·6대 이일하 상임공동대표(굿네이버스 회장) 선임. 자원봉사활동기본법 공포 및 한국자원봉사협의회 법정단체화
- 2007년 제7·8대 이제훈 상임대표(어린이재단 회장)와 공동대표 선임. 공식 영문명 Volunteering Korea로 개정 (변경 전: Korea Council of Volunteering)
- 2009년 2012여수세계박람회 자원봉사센터 운영 시작
- 2010년 제13차 IAVE아시아태평양지역자원봉사대회 개최 (창원)
- 2011년 자원봉사활동 진흥을 위한 제2차 국가기본계획 수립. 2012여수세계박람회 자원봉사센터 운영 종료
- 2012년 한국자원봉사협의회 IAVE한국대표
- 2013년 제9대 김순택 상임대표(한국자원봉사센터협회) 및 공동대표 선임
- 2014년 제10대 장석준 상임대표 선임, 시도 평생교육 '자원봉사대학' 개설 및 운영
- 2015년 제11대 장석준 상임대표 연임
- 2017년 제12대 장석준 상임대표 연임, 자원봉사활동 진흥을 위한 제3차 국가기본계획 수립, KMI 은둔환자 의료 자원사업 운영
- 2018년 제13, 14대 손인웅 상임대표 선임, 연임
- 2020년 제15대 라제건 상임대표 선임
- 2021년 제16대 라제건 상임대표 연임

## 조직

### 총회

#### 이사회
- 분과위원회

##### 상임대표
- 공동대표

###### 사무총장
- 협동사무총장단
- 전문위원회
- 국제협력본부
- 기획사업팀
- 조직운영팀

## 회원단체

### 공공기관
- 건강보험심사평가원
- 국민연금공단
- 국립공원관리공단
- 상록자원봉사단
- 서울시농수산식품공사
- 서울특별시립청소년활동진흥센터
- 한국산업단지공단
- 한국수자원공사

### 기업
- KT&G 복지재단
- SK그룹(SK동반성장위원회)
- 국민은행 사회봉사단
- 두산중공업 사회봉사단
- 삼성사회봉사단
- 신한은행봉사단
- 우리금융지주
- MBC 나눔
- 재단법인IBK행복나눔재단
- 중앙일보 시민사회환경연구소
- 한국남동발전
- 한국의학연구소
- 현대자동차

### 시민사회단체
- 곰두리봉사회
- 21세기 울산공동체운동
- BBB 코리아
- JA Korea
- 한국청년연합회(KYC)
- 경인사랑나눔봉사회
- 곰두리자원봉사연합
- 그린하모니클럽
- 기독교청소년협회
- 나봄문화
- 녹색자전거봉사단연합
- 대한구조봉사회
- 대한적십자사
- 라온공동체
- 베세토오페라단
- 사단법인 미래
- 사랑실은교통봉사대
- 새마을운동중앙회
- 새마음봉사회
- 생명문화운동
- 생명의숲국민운동
- 서울특별시청소년미디어센터(스스로넷)
- 신사회공동선운동연합
- 아름다운가게
- 안전문화홍보시민모임
- 열린사회자원봉사연합
- 인간성회복운동추진협의회
- 인테리어25시봉사단
- 자원봉사 애원
- 전국재해구호협회
- 재해극복범시민연합
- 한국112무선봉사단
- 한국수중환경협회
- 한국시민자원봉사회
- 한국신체장애인복지회
- 한국아동단체협의회
- 한국자유총연맹
- 환경365중앙회
- 환경과복지를생각하는시민의모임
- 환경문화시민연대
- 환경재단
- 911시민학생구조단(SRT)

### 사회복지
- 각당복지재단
- 굿네이버스
- 기아대책
- 다일복지재단
- 따뜻한동행
- 사랑의장기기증운동본부
- 생명의전화
- 안구기증운동협회
- 어린이재단
- 월드비전
- 인애복지재단
- 장선종합복지공동체
- 전석복지재단
- 한국노인복지중앙회
- 한국사회복지협의회
- 한국수양부모협회
- 한국지역복지봉사회
- 한코리아
- 한벗재단
- 한울장애인자활센터

### 자원봉사전문
- 전주시자원봉사연합회
- 한국자원복지재단
- 자원봉사이음
- 한국자원봉사문화
- 한국자원봉사센터협회
- 한국자원봉사연합회
- 한국자원봉사포럼
- 한국자원봉사학회
- 한국자원봉사사회개발원

### 종교
- 천주교한마음한몸운동본부
- 대한불교조계종사회복지재단
- 서울가톨릭사회복지회
- 원불교봉공회
- 예수의꽃동네유지재단
- 천수천안
- 한국교회봉사단

### 지역 협의회
- 경상남도자원봉사협의회
- 성북구자원봉사단체협의회
- 이천시자원봉사협의회
- 제주특별자치도 자원봉사협의회
- 제주특별자치도 자원봉사협의회 제주시지회

### 직능단체
- 과우회 과우봉사단
- 대한침구사협회
- 대한약사회
- 대한한의사협회
- 한국방역협회
- 한국사회복지사협회
- 한국어린이집총연합회

### 학교
- 경기교육자원봉사단체협의회
- 학교를사랑하는학부모모임
- 한국대학사회봉사협의회
- 해외(국제)
- 국제개발협력민간협의회
- 글로벌피스메이커스
- 서비스포피스
- 유니세프한국위원회
- 코피온
- 한국국제봉사기구
- 한국해외봉사단원연합회

## 같이 보기
- 한국자원봉사센터협회
  - 한국중앙자원봉사센터
- 행정자치부